# Otjikotomeer

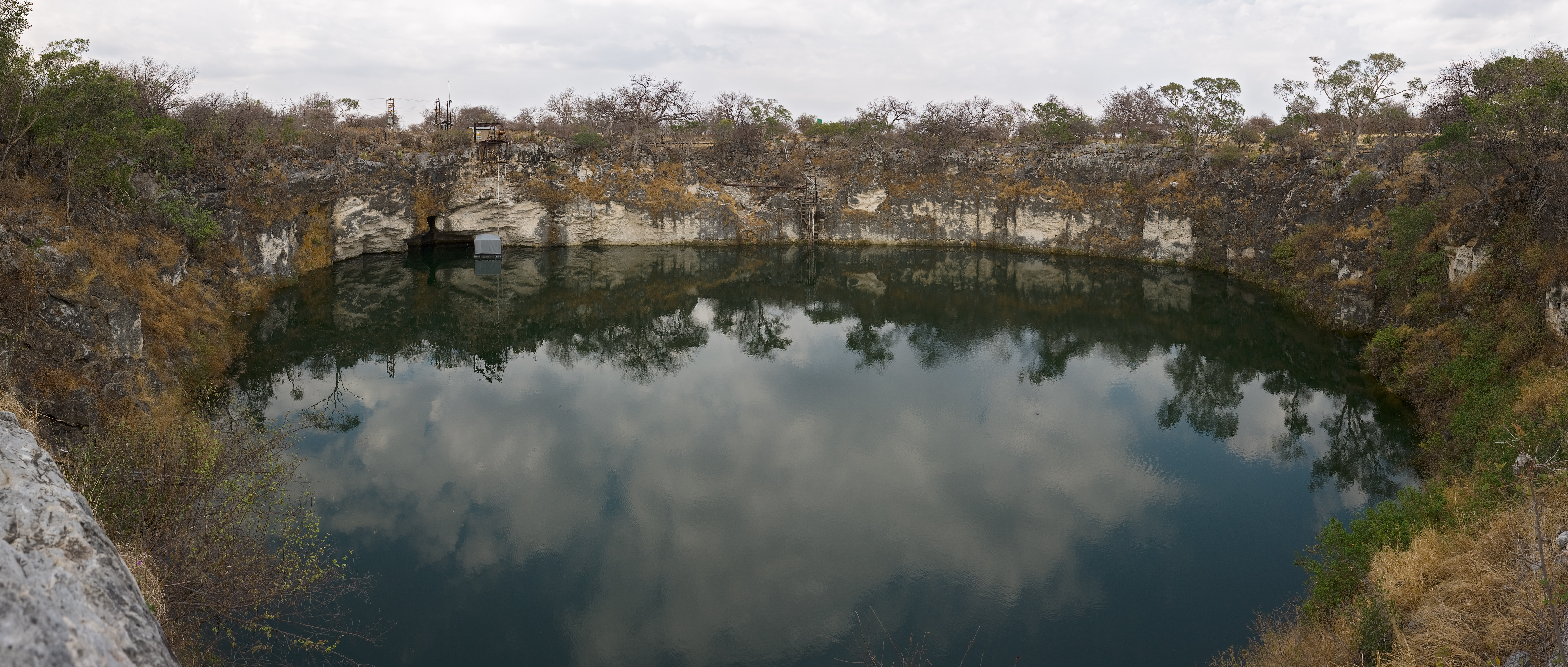
Otjikotomeer

Het Otjikotomeer is een meer in het noorden van Namibië, gelegen in de regio Oshikoto. Het is het grootste natuurlijke meer van het land en ondergronds verbonden met het Guinasmeer dat op zo'n 15 kilometer afstand is gelegen. Beide meren liggen in de buurt van de mijnbouwstad Tsumeb.
Het Otjikotomeer werd in 1851 door Charles John Andersson en Francis Galton ontdekt. Het is ongeveer 100 x 150 meter groot en circa 76 meter diep. In Otjiherero betekent otjikoto letterlijk "diep gat". Door een ondergronds holensysteem is het meer waarschijnlijk verbonden met verschillende waterplaatsen in het Nationaal park Etosha.
Tijdens de Eerste Wereldoorlog gooiden soldaten van het Duitse leger hun munitie en wapens in het meer om dit niet in handen van hun tegenstanders te laten vallen.